# Alcides Peña
Alcides Peña Jiménez (Santa Cruz de la Sierra, 14 de janeiro de 1989) é um futebolista boliviano que atua como Atacante, atualmente defende o Oriente Petrolero.

## Carreira
Alcides Peña se profissionalizou no Oriente Petrolero.

## Seleção
Alcides Peña integrou a Seleção Boliviana de Futebol na Copa América de 2011 e 2015.